# Borborygme
Een borborygme (Latijn: borborygmus, meervoud: borborygmi, borborygmen of borborygmes) is het rommelende, borrelende geluid dat veroorzaakt wordt door beweging van het gas in de darmen. In de volksmond wordt een borborygme ook wel een brommende buik of rammelende maag genoemd.
Hoewel men een borborygme vaak beschouwt als teken dat de maag leeg is en dat er gegeten moet worden, is het meer een teken van darmen die actief bezig zijn met de spijsvertering. Meestal is het een verschijnsel van normaal werkende darmen. 
Bij sommige darmziekten kunnen echter ook vele luide, langdurige borborygmen te horen zijn, eventueel met behulp van een stethoscoop. Vooral als er ook sprake is van buikpijn, een gezwollen buik, onregelmatige stoelgang, diarree, constipatie of bloed in de ontlasting, wordt nader onderzoek geadviseerd. 